# Svarttjärnen (Dalby socken, Värmland, 674001-134395)
Svarttjärnen är en sjö i Torsby kommun i Värmland och ingår i Göta älvs huvudavrinningsområde.